# Маймистов, Андрей Иванович
Андрей Иванович Маймистов (27.01.1951 — 24.11.2022) — российский учёный в области фотоники и нелинейной оптики, доктор физико-математических наук, профессор кафедры физики твердого тела и наносистем МИФИ, Почётный работник высшего профессионального образования Российской Федерации.
Окончил Московский инженерно-физический институт по специальности «Физика твердого тела» (1974). Там же: инженер кафедры физики твердого тела (1974—1976), аспирант (1976—1979), ассистент, старший преподаватель, доцент, профессор кафедры физики твердого тела и наносистем.
Кандидат физико-математических наук (1980), доцент (1986), доктор физико-математических наук (1996), профессор (2001).
Диссертации:
- Исследование параметрических процессов в условиях двухфотонного резонанса : диссертация … кандидата физико-математических наук : 01.04.07. — Москва, 1979. — 113 с. : ил.
- Динамика ультракоротких оптических солитонов : диссертация … доктора физико-математических наук : 01.04.02. — Москва, 1995. — 133 с.

Разработал и читал авторские курсы «Волоконно-оптические линии связи», «Квантовая электроника», «Физическая оптика», «Фотоника», «Электродинамика метаматериалов».
Заместитель председателя Экспертного совета ВАК по физике. Член диссертационного совета МГУ.
Почётный работник высшего профессионального образования РФ.
Автор более 200 научных публикаций. Индекс Хирша — 29.
Приглашённые доклады и лекции:
- Workshop «Optical Solitons», May 22-27, 1989, Chimgan-Tashkent, Uzbek SSR,
- 16-я Международная конференция по нелинейной и когерентной оптике (ICONO’98), 29 июня-3 июля 1998, Москва, Россия.
- Les Houches Workshop: «Optical solitons: Theoretical challenges and industrial perspectives», September 28 — October 2, 1998, France.
- NATO Advanced Research Workshop: «Nonlinearity and Disorder: Theory and Applications» 2-6 October 2000, Tashkent, Uzbekistan.

Сочинения:
- Nonlinear Optical Waves. A.I. Maimistov, A.M. Basharov. Springer Science & Business Media, 30 июн. 1999 г. — Всего страниц: 656
- Фотоника. Нелинейные оптические явления в планарных световодах : [Учеб. пособие] / А. И. Маймистов; Моск. инж.-физ. ин-т, [Фак. эксперим. и теорет. физики]. — Москва : МИФИ, 1987. — 61,[2] с. : ил.; 20 см.
- Фотоника. Метод обратной задачи в нелинейной оптике : [Учеб. пособие] / А. И. Маймистов; Моск. инж.-физ. ин-т, [Фак. эксперим. и теорет. физики]. — Москва : МИФИ, 1990. — 89,[1] с. : ил.; 20 см.
- Распространение нелинейных световых волн в волоконных оптических линиях связи : учебное пособие / А. И. Маймистов, Э. А. Маныкин ; Министерство высшего и среднего специального образования СССР, Московский инженерно-физический институт, [Факультет экспериментальной и теоретической физики]. — Москва : МИФИ, 1986. — 44 с. : ил.; 20 см.
- Взаимодействие излучения с веществом. Когерентные процессы : учебное пособие / Э. А. Маныкин, А. И. Маймистов ; Государственный комитет Российской Федерации по высшему образованию, Московский государственный инженерно-физический институт (Технический университет). — Москва : МИФИ, 1996. — 102, [1] с.; 21 см; ISBN 5-7262-0047-0
- Современные проблемы физики твердого тела [Текст] / В. А. Кашурников, А. И. Маймистов ; М-во образования и науки Российской Федерации, Нац. исслед. ядер. ун-т «МИФИ». — Изд. 2-е, доп. — Москва : НИЯУ «МИФИ», 2011-. — 20 см. Целый и дробный квантовые эффекты Холла. Ч. 1. — 2011. — 63 с. : ил.
- Современные проблемы физики твердого тела : Учеб. пособие для студентов вузов / В. А. Кашурников, А. И. Маймистов; М-во образования Рос. Федерации. Моск. гос. инженер.-физ. ин-т (техн. ун-т). — Москва : Моск. гос. инженер.-физ. ин-т (техн. ун-т), 2001-____. — 20 см. Высокотемпературная сверхпроводимость : Ч. 1 / В. А. Кашурников, А. В. Красавин. — 2002. — 179 с. : ил., табл.

Жена — Фетисова Марина Станиславовна. Дети Кирилл, Наталия.